# Blauweregen
Blauweregen (Wisteria) is een geslacht van een tiental houtige slingerplanten die van oorsprong voorkomen in de Verenigde Staten, China, Korea en Japan. Ze kunnen zowel linkswindend (bijvoorbeeld de Chinese blauweregen) als rechtswindend zijn (bijvoorbeeld de Japanse blauweregen).
Deze planten kunnen tot 20 meter hoog klimmen en tot 10 meter breed worden en worden vrij vaak als sierplant aangeplant.
De zaadjes uit de peulen van de blauweregen zijn zeer giftig en leiden tot ernstige maagdarmstoornissen. Het sap van de plant kan de ogen heftig irriteren.
Op het domein van het Belgische Kasteel Ten Bieze in Beerlegem is een voor Europa uniek wisterium aangelegd, een tuin met talloze variëteiten blauweregen.

## Soorten
- Wisteria brachybotrys
- Wisteria floribunda - Japanse blauweregen
- Wisteria frutescens - Amerikaanse blauweregen
- Wisteria japonica
- Wisteria macrostachya
- Wisteria sinensis - Chinese blauweregen
- Wisteria venusta
- Wisteria villosa

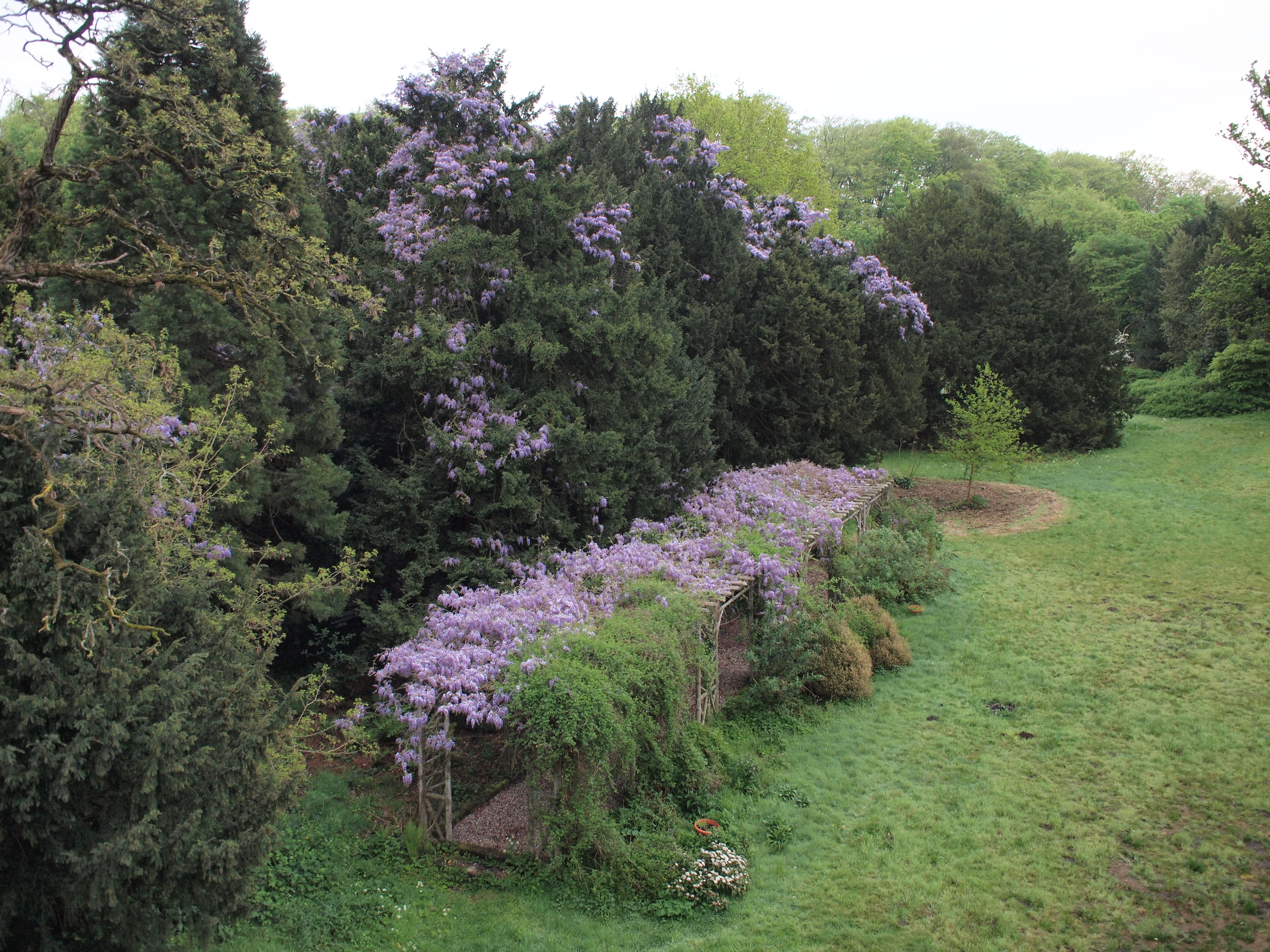
Blauweregen in een pergola en taxus
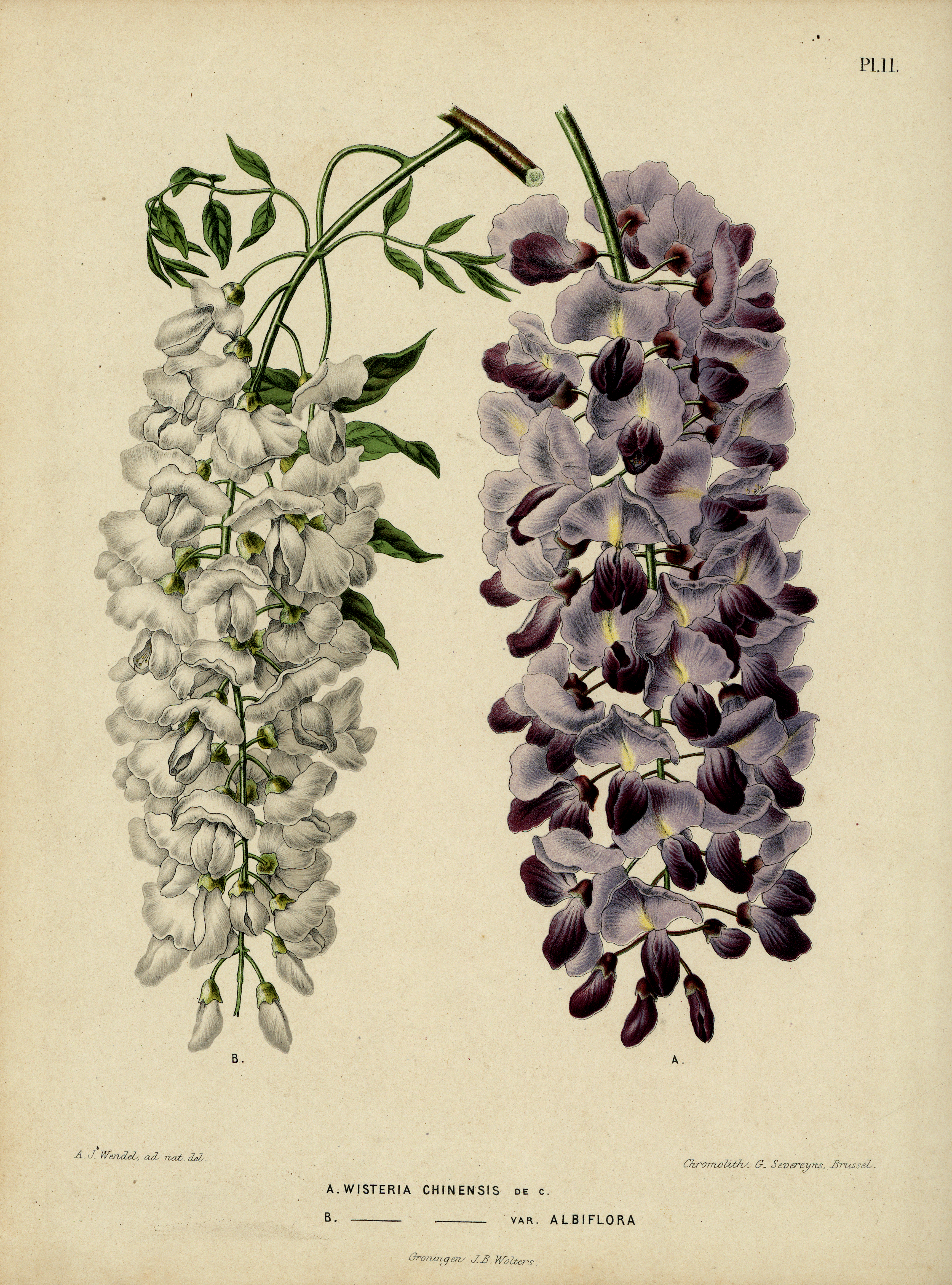
W. sinensis
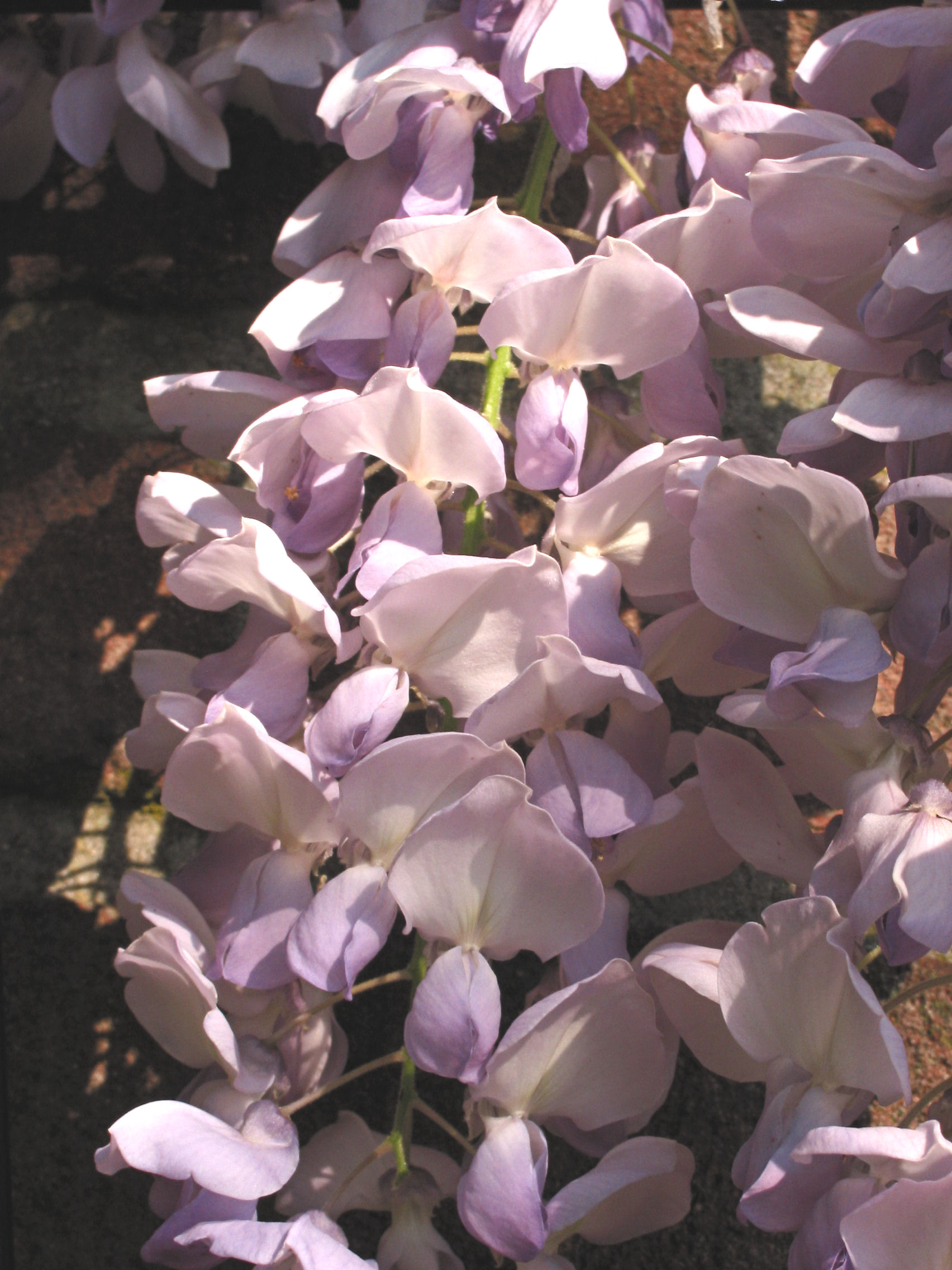
W. sinensis 'Prolific'
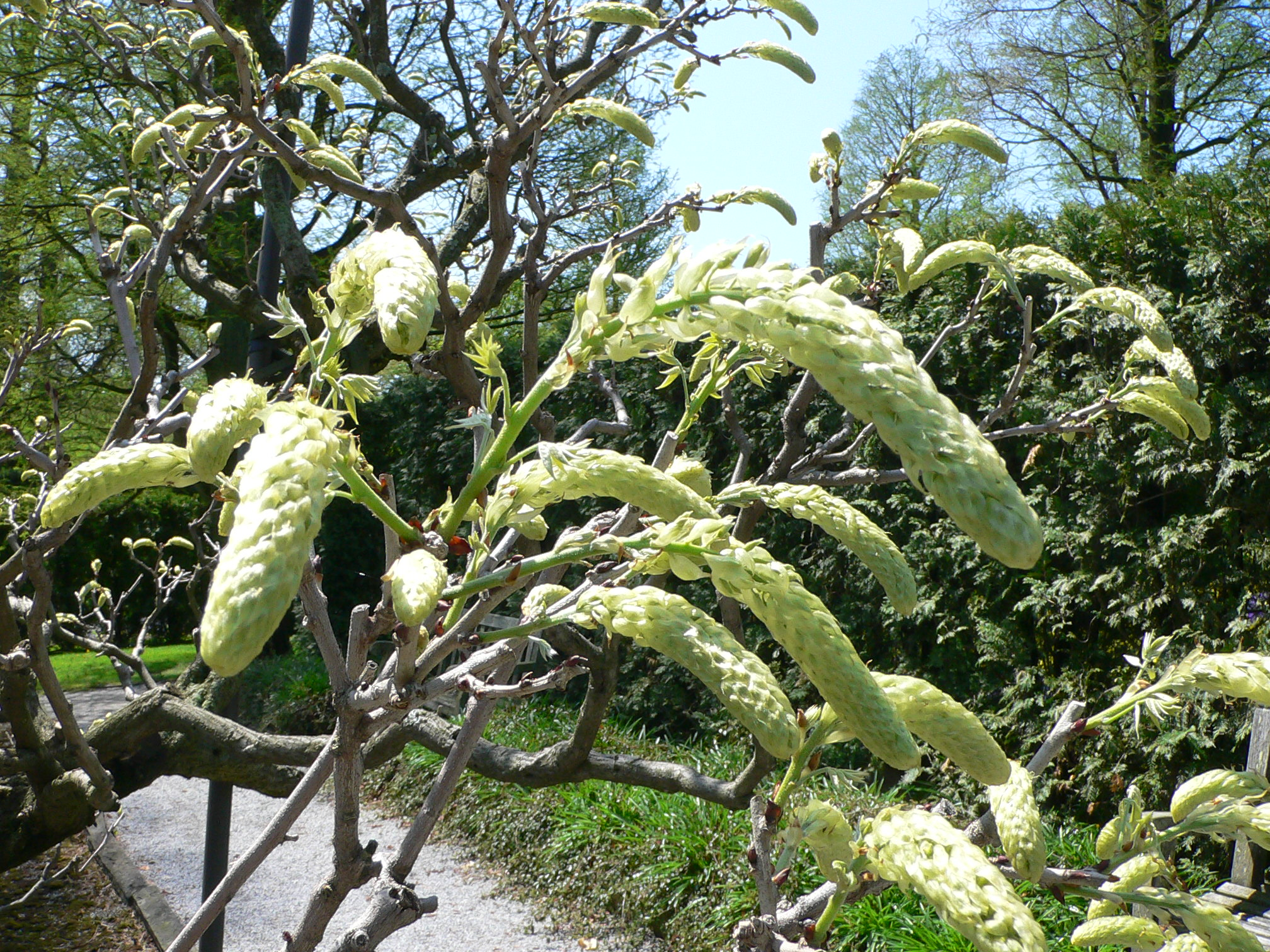
W. floribunda
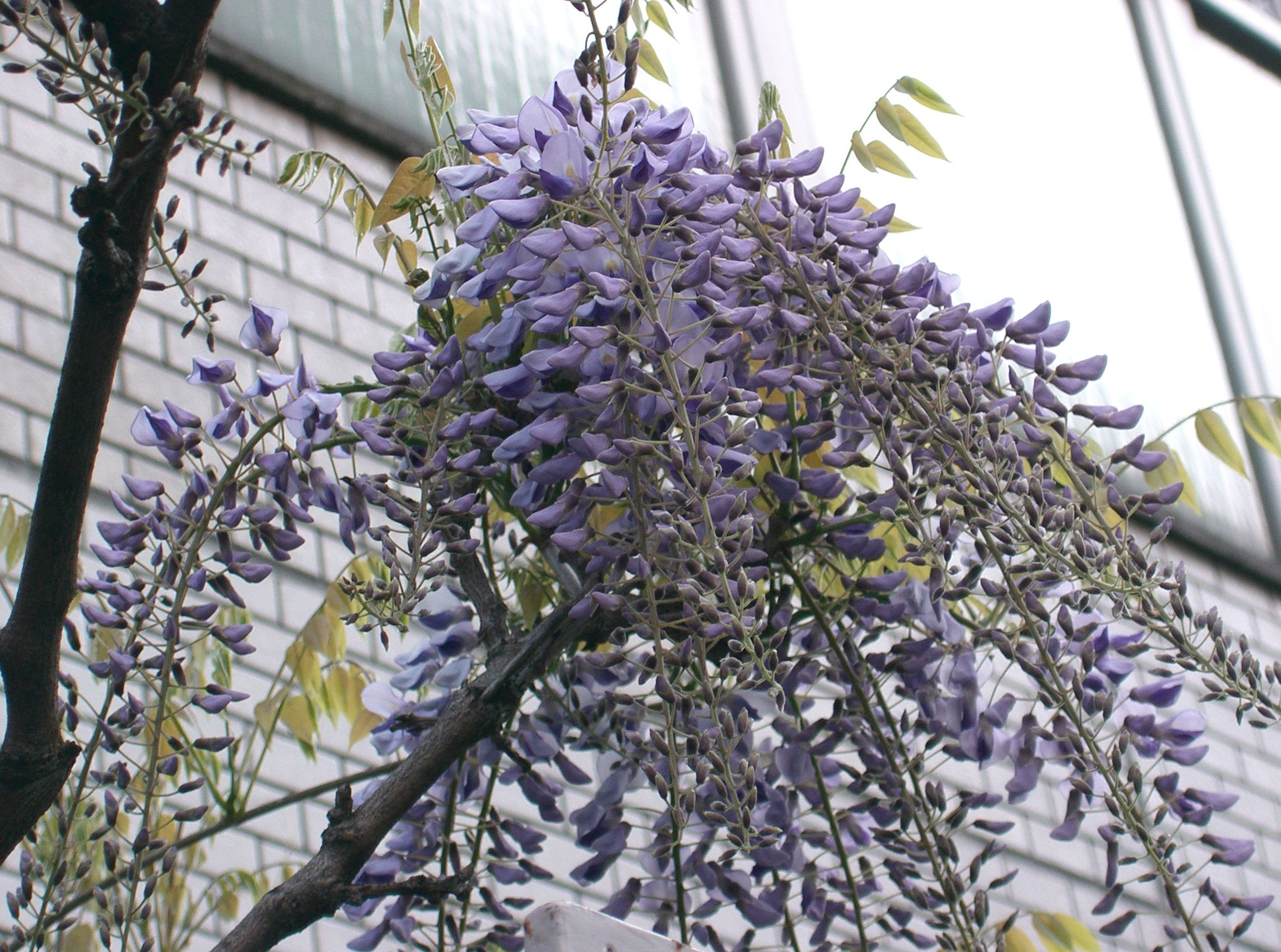
W. floribunda
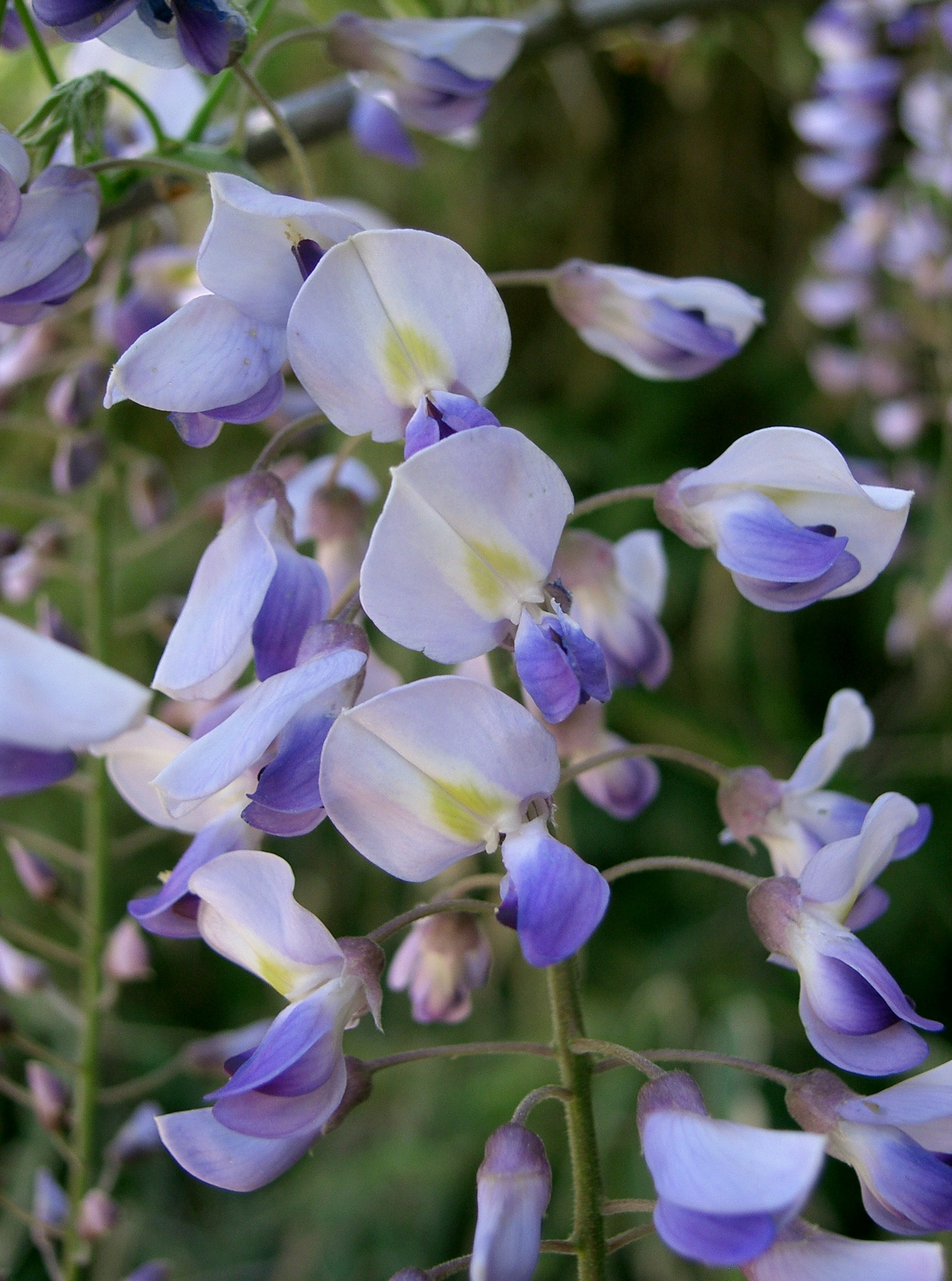
W. floribunda

... · 
Abrus · 
Acacia · 
Acosmium · 
Adenanthera · 
Adenocarpus · 
Adenodolichos · 
Adenopodia · 
Adesmis · 
Aenictophyton · 
Aeschynomene · 
Afzelia · 
Aganope · 
Albizia · 
Alhagi · 
Alysicarpus · 
Amblygonocarpus · 
Amherstia · 
Andira · 
Angylocalyx · 
Aotus · 
Anthyllis · 
Arachis · 
Archidendropsis · 
Aspalathus · 
Astragalus (hokjespeul) · 
Austrosteenisia · 
Baphia · 
Bauhinia · 
Brachystegia · 
Bolusafra · 
Butea · 
Caesalpinia · 
Cajanus · 
Calicotome · 
Carmichaelia · 
Carrissoa · 
Cassia · 
Castanospermum · 
Ceratonia · 
Chamaecytisus · 
Cicer · 
Clianthus · 
Clitoria · 
Cordyla · 
Coronilla · 
Crotalaria · 
Cyamopsis · 
Cyclopia (honingbos) · 
Cytisus · 
Dalbergia · 
Daviesia · 
Delonix · 
Derris · 
Dialium · 
Dicraeopetalum · 
Dichrostachys · 
Dipteryx · 
Enterolobium · 
Eperua · 
Erythrina (koraalboom) · 
Erythrophleum · 
Faidherbia · 
Genista (heidebrem) · 
Glycine · 
Glycyrrhiza · 
Hardenbergia · 
Hovea · 
Indigofera · 
Inga · 
Lathyrus · 
Lens · 
Lonchocarpus · 
Lotus (rolklaver) · 
Lupinus (lupine) · 
Macrotyloma · 
Medicago (rupsklaver) · 
Melilotus (honingklaver) · 
Mimosa · 
Mora · 
Myroxylon · 
Newtonia · 
Onobrychis · 
Ononis (stalkruid) · 
Ormosia · 
Ougeinia · 
Pachyrhizus · 
Parkia · 
Parkinsonia · 
Parochetus · 
Pericopsis · 
Phaseolus · 
Physostigma · 
Pisum (erwt) · 
Prosopis · 
Psophocarpus · 
Psoralea · 
Pterocarpus · 
Pueraria · 
Racosperma · 
Robinia · 
Rothia · 
Securigera · 
Senegalia · 
Senna · 
Serianthes · 
Sesbania · 
Sophora · 
Spartium · 
Sphenostylis · 
Streblorrhiza · 
Strongylodon · 
Stylosanthes · 
Styphnolobium · 
Swainsona · 
Tamarindus · 
Tephrosia · 
Teramnus · 
Tetragonolobus · 
Tetrapleura · 
Trifolium (klaver) · 
Trigonella (hoornklaver) · 
Ulex · 
Uraria · 
Vachellia · 
Vicia (wikke) · 
Vigna · 
Viminaria · 
Virgilia · 
Wisteria (blauweregen) · 
Zornia · 
Zygocarpum · 
...